# Адамс, Филип
Филип Адамс (англ. Philip George Doyne Adams; 17.12.1915, Веллингтон, Новая Зеландия — 14.10.2001, Лондон) — британский дипломат.
Обучался в Lancingском колледже (Западный Суссекс) и затем изучал политику, философию и экономику (PPE) в колледже Крайст-Чёрч при Оксфордском университете.
С 1938 года на консульской службе.
В 1954—1956 года британский поверенный в делах в Судане.
В 1963—1966 годах генеральный консул Великобритании в Чикаго.
В 1966—1970 годах посол Великобритании в Иордании.
В 1970—1072 годах заместитель главы Секретариата кабинета министров.
В 1973—1975 годах посол Великобритании в Египте.
Оставил дипломатическую службу в 1975 году.

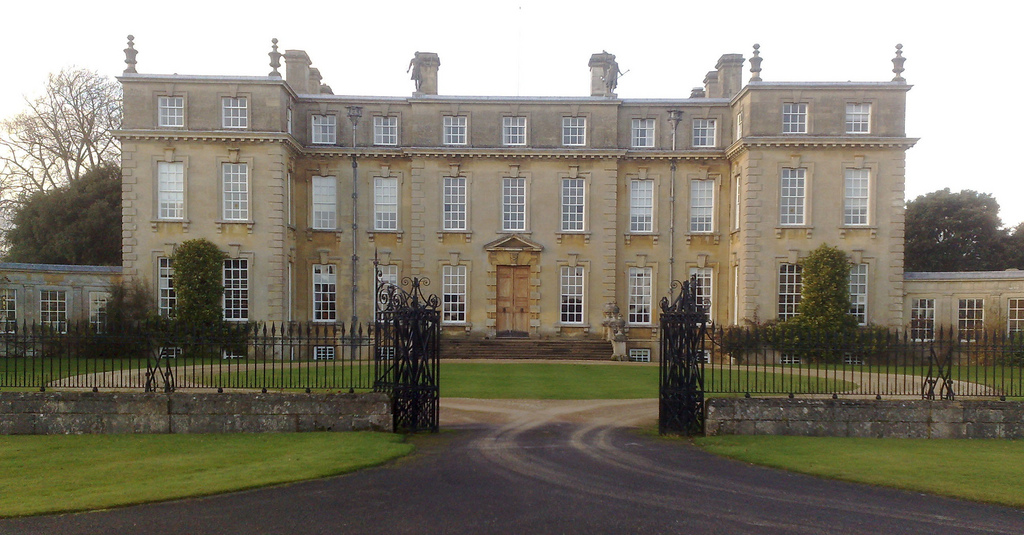
Дом Ditchley

В 1977—1982 годах директор фонда Ditchley.
Рыцарь-командор ордена Святого Михаила и Святого Георгия.